# Charley Lion
Charles Lion, detto Charley (Parigi, 12 aprile 1906 – Parigi, 19 gennaio 1997), è stato uno schermidore francese, vincitore di una medaglia d'argento ai campionati mondiali di scherma.